# 오아시스 (드라마)
《오아시스》는 2023년 3월 6일부터 2023년 4월 25일까지 방송된 KBS 2TV 월화 드라마이다.

## 기획 의도
1980년대부터 1990년대까지 이어지는 대한민국 격동의 역사적 배경으로 자신만의 꿈과 우정 그리고 인생을 단 한 번 뿐인 첫사랑을 지키기 위해 치열하게 몸을 내 던진 세 청춘들의 이야기를 그린 드라마

## 제작진

### 제작사
- 세이온미디어 주식회사
- 주식회사 래몽래인

### 제작
- 임성균
- 김동래

### 극본
- 정형수

### 연출
- 한희

## 등장인물
- (†) 표시는 드라마 상에서 최종적으로 사망한 인물이다.

### 주요 인물
- 장동윤: 이두학 역 - 여수의 한적하고 작은 마을, 소작농의 아들
- 설인아: 오정신 역 - 두학, 철웅과 함께 자란 남해극장 딸
- 추영우: 최철웅 / 이철웅 역 - 두학의 가족이 모시는 주인집의 2대 독자

### 두학 주변인물
- 김명수: 이중호 역 - 두학의 아버지, 우직하고 고집스러운 농사꾼. 철웅의 친아버지
- 소희정: 허귀례 역 - 두학의 어머니
- 신윤하: 이정옥 역 - 두학의 여동생, 철웅의 친여동생
- 도상우: 김형주 역 - 두학의 책사, 서기로 복역 중 두학과 의기투합. 연주의 전남편
- 송태윤: 김길수 역 - 어린 나이에 탈모가 와서 아예 스님처럼 빡빡 밀어버리고는 소림사 출신이라 우긴다, 사실은 웨이터 출신
- 안동엽: 조선우 역 - 행동대장, 체고 권투선수 출신
- 한재영: 염광탁 역 - 무교동 탁이파 보스, 나이트 클럽, 관광호텔, 주류도매상 등을 운영
- 장영현: 유영필 역 - 탁이파의 행동대장, 광탁의 후계자라 자처
- 이한위: 고풍호 역 - 부동산 사기조직, 일명 '조서방' 조직의 두목
- 정지순: 장장득 역 - 고풍호의 부동산사기조직 '조서방'의 일원, 연락책
- 이교엽: 손수공 역 - 고풍호의 부동산사기조직 '조서방'의 일원, 문서위조책
- 장다경: 마청자 역 - 고풍호의 부동산사기조직 '조서방'의 일원, 바지책
- 임승준: 울프 역 - 탁이파 일원, 두학을 모시게 된다.
- 조동우: 로타리 역 - 탁이파 일원, 울프와 함께한다.

### 정신 주변인물
- 강지은: 차금옥 역 - 광주 전남지역 영화 독점 배급업자 겸 제작자, 오정신의 스승
- 현승희: 함양자 역 - 정신의 절친이자 차금옥의 조카, 여고시절 브라스밴드를 같이 했던 친구.
- 안정훈: 고문근 역 - 차금옥의 집사, 나름 영향력 있는 영화제작자라고 떠들고 다니지만 그냥 차금옥의 부하

### 철웅 주변인물
- 강경헌: 강여진 역 - 철웅의 양어머니, 서울 출신
- 전노민: 황충성 역 - 보안사 준장 출신 정권의 실세, 속을 짐작 못하는 능구렁이
- 진이한: 오만옥 역 - 황충성의 오른팔. 황충성이 지방 보안부대로 좌천될 때도 자원하여 황충성을 따라간다.
- 박원상: 최영식 역 - 철웅의 양아버지, 목재소를 운영하는 지역 유지. 독립운동가인 아버지를 닮아, 불의를 보지 못하는 성격
- 하혜승: 경자 역 - 철웅의 집에서 일하는 식모

### 그 외 인물
- 배슬기: 송연주 역 - 영화, 드라마를 넘나드는 흥행 여배우, 송연주는 가명이고 본명은 박정미다. 형주의 전처.
- 강필선: 문동수 역 - 야학 선생이자 구로공단의 노조의 리더. 서울대학교 출신의 위장취업자.
- 안다비: 길자 역 - 정옥의 고향언니, 그로 공단에서 정옥과 함께 일한다. 노조를 빨갱이라고 여기지만, 정옥만은 친동생처럼 아낀다.
- 장영준: 기영탁 역 - 철웅을 괴롭히는 타학교 일진, 1년 유급했다. 철웅을 괴롭히며 삥을 뜯다가, 최영식을 낙마시키려하는 황충성의 공작에 동원된다. (1회~2회 특별출연)
- 김영희
- 박노식 : 영사기 직원 역
- 미상 : 산파 역
- 미상 : 병원 의사 역
- 정보민 : 금연희 역 (12회~16회 특별출연)
- 김병기: 채동팔 역(11회~12회 특별출연)
- 미상: 이용득 역
- 문정대: 금만철 역 - 연희의 아버지(12회~16회 특별출연)
- 미상: 오만옥의 아버지 역
- 장영현: 유영필 역
- 미상: 검찰 역
- 김비주: 채하연 역

### 특별출연
- 박지일: 정신의 아버지 역 - 남해극장 전 사장, 정신의 아버지
- 이칸희: 정신의 어머니 역
- 이명호: 김완기 역

## 시청률
최저 시청률과 최고 시청률은 시청률 조사회사와 지역별로 시청률에 차이가 있을 수 있습니다.
| 2023년 | 2023년   | 2023년         | 2023년         | 2023년       | 2023년 |
| 회차   | 방송일   | TNmS 시청률    | AGB 시청률     | AGB 시청률   |        |
| 회차   | 방송일   | 대한민국(전국) | 대한민국(전국) | 서울(수도권) |        |
| ------ | -------- | -------------- | -------------- | ------------ | ------ |
| 제1회  | 3월 6일  | 5.1%           | 6.3%           | 6.2%         |        |
| 제2회  | 3월 7일  | 4.7%           | 5.2%           | 4.8%         |        |
| 제3회  | 3월 13일 | 5.3%           | 6.6%           | 6.5%         |        |
| 제4회  | 3월 14일 | 5.7%           | 6.4%           | 6.2%         |        |
| 제5회  | 3월 20일 | 4.5%           | 6.5%           | 5.9%         |        |
| 제6회  | 3월 21일 | 5.3%           | 6.7%           | 6.3%         |        |
| 제7회  | 3월 27일 | 4.9%           | 6.4%           | 6.2%         |        |
| 제8회  | 3월 28일 | 5.6%           | 7.4%           | 7.6%         |        |
| 제9회  | 4월 3일  | 4.6%           | 6.2%           | 6.2%         |        |
| 제10회 | 4월 4일  | 5.7%           | 5.8%           | 6.6%         |        |
| 제11회 | 4월 10일 | 5.1%           | 6.9%           | 6.7%         |        |
| 제12회 | 4월 11일 | 5.8%           | 7.1%           | 6.7%         |        |
| 제13회 | 4월 17일 | 6.2%           | 6.8%           | 6.4%         |        |
| 제14회 | 4월 18일 | 5.9%           | 7.7%           | 7.4%         |        |
| 제15회 | 4월 24일 | 5.5%           | 8.0%           | 8.2%         |        |
| 제16회 | 4월 25일 | 7.2%           | 9.7%           | 9.6%         |        |

## 같이 보기
- 대한민국의 텔레비전 드라마 목록 (ㅇ)
- 2023년 대한민국의 텔레비전 드라마 목록
- 《내 어머니의 모든 것》: 1999년 상반기에 개봉된 스페인 영화이다.
- 《오아시스》: 동명의 제목을 가진 작품으로서, 설경구와 문소리가 출연한 2002년 하반기에 개봉된 대한민국 영화이다.

## OST
- Part.1 젬마(JEMMA) - LET ME GO(2023. 3. 14. 발매)
- Part.2 주하윤 - 체념(2023. 3. 21. 발매)
- Part.2 장동윤 - 체념(ACOUSTIC, 2023. 3. 21. 발매)
- Part.3 호란 - CHANSON TRISTE(2023. 3. 28. 발매)
- Part.4 석우 - 오아시스(Prod. 송유담, 2023. 4. 4. 발매)
- Part.4 추영우 - 오아시스(ACOUSTIC, 2023. 4. 4. 발매)
- Part.5 Kei(케이) - YOU KNOW ME BETTER(2023. 4. 11. 발매)
- Part.5 Kei(케이) - YOU KNOW ME BETTER(ACOUSTIC)
- Part.6 재연 (SWAY) - LET ME BURN(2023. 4. 18. 발매)

## 수상 목록
- 2023년 KBS 연기대상
  - 남자 신인상 : 추영우
  - 베스트 커플상 : 장동윤&설인아
  - 여자 인기상 : 설인아
  - 남자 조연상 : 김명수
  - 여자 조연상 : 강경헌
  - 미니시리즈 부문 남자 우수상 : 장동윤
  - 미니시리즈 부문 여자 우수상 : 설인아

## 참고 사항
- 설인아, 김명수는 KBS 1TV 일일 드라마 《내일도 맑음》 이후 5년 만에 재회하여 캐스팅 되었다.
- 장동윤, 설인아는 KBS 2TV 월화 드라마 《학교 2017》 이후 6년 만에 재회하여 캐스팅 되었다.
- KBS 드라마본부의 박기호 국장의 인터뷰에서, "평점 9.9점을 자랑하는 소설가 김정화 작가의 동명 웹소설을 극화하여, 청춘들의 상큼 발칙한 이야기를 내세운 SBS 월화 드라마 '꽃선비 열애사'와는 달리, 1980년대부터 1990년대까지 이어지는 대한민국 격동의 역사 속에서, 자신만의 꿈과 우정, 인생의 단 한 번뿐인 첫사랑을 지키기 위해 치열하게 몸을 내던진 세 명의 청춘들의 이야기로, 다양한 인간 군상의 모습을 담은 시대극이기 때문에, 최근 장르물과 원톱물이 인기를 끄는 드라마 트렌드에서 자체적으로 완성도에 기대가 높아, 시청자 정서에 미칠 파급력을 고려하여, KBS와 SBS 등 각 방송사의 월화드라마 시청률과 화제성을 선점하기 위해, 아시아와 태평양, 유럽, 아메리카 등 해외 판권 수출 계약을 염두에 두고, 본방송 시점을 2023년 3월 6일로 가닥을 잡았다"라고 설명하였다.
- 본 드라마 프로그램은 역사적 사실을 기반으로 하는 시대극의 특성상, 민감한 역사 왜곡 방지 차원에서 드라마 속 등장 인물들의 심리적 묘사를 허구적으로 창작하였다.